# Bassotto tedesco
Il bassotto tedesco è una razza canina caratterizzata dall'altezza proporzionalmente inferiore alla lunghezza. Si tratta di un cane da caccia e da compagnia, adatto per seguire gli animali selvatici nel sottobosco e affrontarli anche nelle tane sotterranee.
Il nome tedesco è Dachshund, composto dei sostantivi Dachs ("tasso") e Hund ("cane").

## Varietà

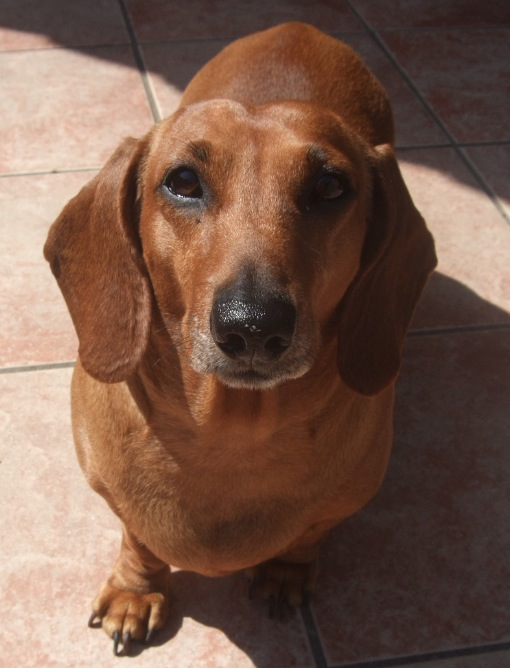
Un bassotto a pelo corto

La razza, nelle sue nove varietà descritte da un unico standard, il nº 148, è l'unica appartenente al 4º gruppo della classificazione della FCI.
Le nove varietà si distinguono per taglia (Standard, Nano e Kaninchen) e lunghezza e tessitura del pelo (corto, lungo o duro).

## Origine del nome
In tedesco, questa razza di cani è designata col termine Dachshund (pronuncia: [ˈdakshʊnt]), fusione delle parole Dachs ("tasso") e Hund ("cane"). Ciò si spiega con il fatto che, in passato, i bassotti tedeschi erano impiegati per stanare i tassi nei dintorni delle corti oppure nei terreni di caccia. Ciascuna lingua adotta diverse varianti per indicare questa razza canina. In inglese, a causa delle differenze tra l'inglese britannico e quello statunitense, spesso la pronuncia e la trascrizione della parola "Dachshund" sono diverse (pronuncia britannica [ˈdæksənd], pronunce americane: [ˈdɑːkshʊnt] o [ˈdɑːksənt];). In tedesco è utilizzata anche la parola Dackel e specialmente tra i cacciatori, il termine Teckel, mentre in italiano si è adottata la parola "bassotto".

## Storia del bassotto

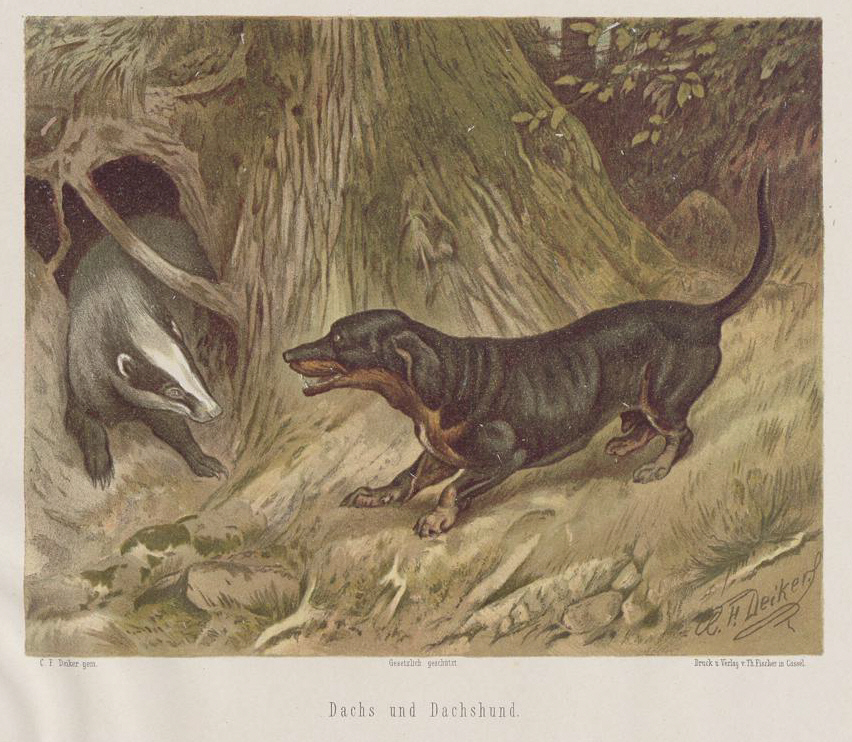
Dachs und Dachshund, cromolitografia del 1875 di Carl Friedrich Deiker

Alcuni scrittori ed esperti di bassotto hanno teorizzato che le prime radici di questa razza canina siano da far risalire all'antico Egitto, in cui sono state rinvenute incisioni raffiguranti cani con zampe piccole. Recenti scoperte da parte dell'Università americana del Cairo circa resti mummificati di cani simili ai bassotti (estratti da antiche urne funerarie egizie) potrebbero dare credibilità a questa teoria. Nella sua incarnazione moderna, il bassotto è una creazione di allevatori tedeschi e comprende elementi tipici di segugi e terrier tedeschi, francesi e inglesi. I bassotti sono stati allevati nelle corti reali di tutta Europa, tra cui quella della regina Vittoria, particolarmente innamorata della razza. Essi sono stati inizialmente allevati per la caccia ai tassi.

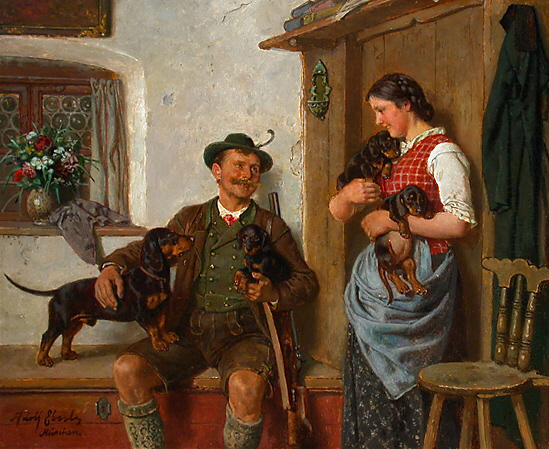
Die Dackelfamilie mit Jäger und Magd

I primi riferimenti verificabili alla razza del bassotto, originariamente chiamato il Dachs Kriecher o Dachs Krieger ("cacciatore di tassi"), provengono da libri scritti nei primi anni del XVIII secolo. In precedenza, esistono riferimenti a cani che andavano alla ricerca dei tassi, ma questi probabilmente si riferiscono a scopi piuttosto che per razze specifiche. I bassotti tedeschi originali erano più grandi della moderna varietà di dimensioni, di peso compreso tra 30 e 40 libbre (14 e 18  kg). Anche se la razza è famosa per il suo utilizzo nello sterminare i tassi e per il sanguinoso e illegale gioco americano del dog baiting, i bassotti sono stati comunemente usati per la caccia al coniglio o alla volpe, per la localizzazione di cervi feriti e in certi casi per cacciare i cinghiali.
Ci sono enormi differenze di opinione in merito a quando bassotti siano stati specificatamente allevati per il loro scopo di caccia al tasso, considerando che pure l'American Kennel Club afferma che il bassotto sia stato allevato a partire dal XV secolo, mentre il Dachshund Club of America afferma che i guardaboschi dell'Ottocento-Novecento furono tra i primi a disporre di tale razza. Generalmente si crede che i bassotti a macchie doppie, inclini a malattie degli occhi, cecità o problemi di udito, siano stati introdotti negli Stati Uniti tra il 1879 e il 1885.

## Simbolo della Germania
I bassotti sono stati per molto tempo un simbolo della Germania.
La satira politica europea spesso adottava i bassotti per ridicolizzare alcuni aspetti del governo tedesco. Durante la prima guerra mondiale, la popolarità dei bassotti negli Stati Uniti crollò a causa di questa associazione (cioè che il cane proveniva da un Paese nemico) e ci sono anche svariati aneddoti riguardo a questa triste vicenda. Ad esempio, si racconta che a Berkhamsted, in Inghilterra, un bassotto sia stato lapidato a morte lungo una strada da un fanatico che lo riconosceva come un simbolo del nemico.
Il Kaiser Guglielmo II e Erwin Rommel erano noti per avere dei bassotti.
Per via di questa associazione diffusa con la Germania, il bassotto è stato scelto per essere la prima mascotte ufficiale per i Giochi olimpici estivi di Monaco di Baviera nel 1972, con il nome di Waldi.

## Caratteristiche

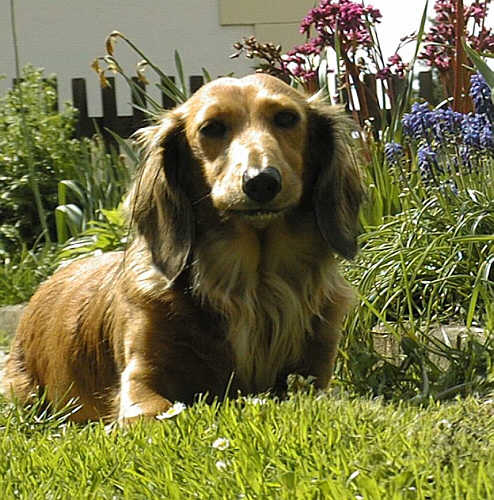
Un bassotto a pelo lungo

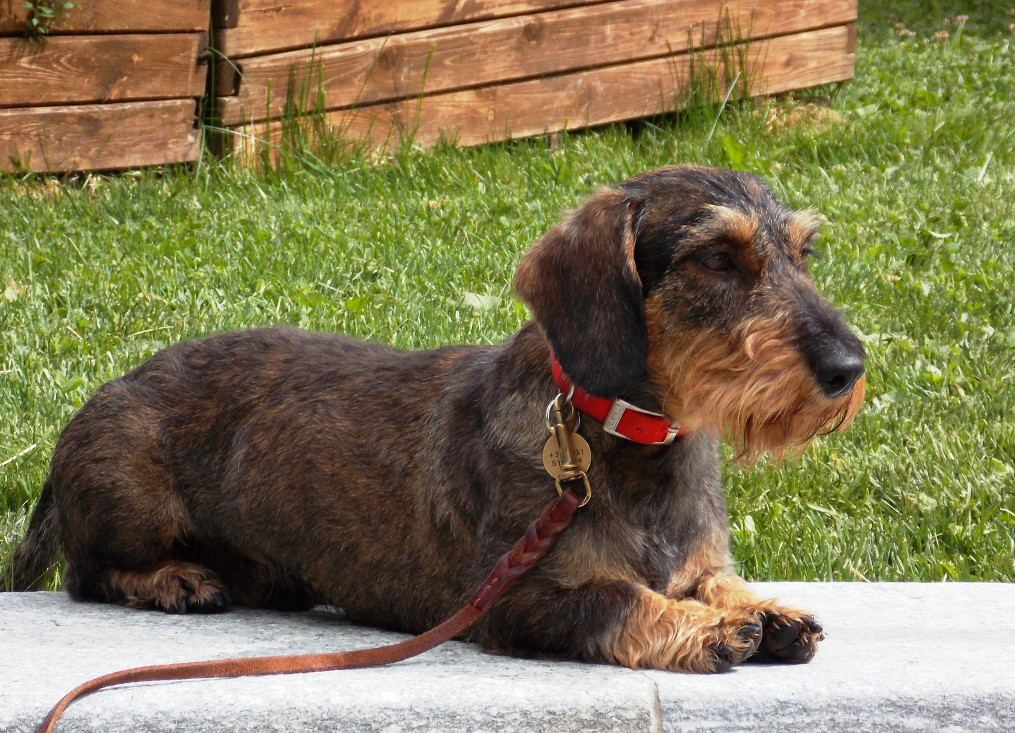
Un bassotto a pelo duro

La taglia non si riferisce all'altezza al garrese, ma alla circonferenza toracica: superiore ai 35 cm per il B. Standard, superiore ai 30 cm per il Bassotto Nano e fino a 30 cm per il Bassotto Kaninchen (misurata dopo il 15º mese di età)[12].

### Colori riconosciuti
- Pelo corto → Nero focato, fulvo e vari tipi di arlecchino.
- Pelo lungo → Nero focato, mogano e vari tipi di arlecchino.
- Pelo duro → Cinghiale, biondo grano (foglia secca), cioccolato e nero focato. Le ultime due varietà sono molto poco diffuse a causa della recessività del colore.

Le razze più comuni sono quelle a pelo corto e a pelo duro. Quest'ultima è particolarmente utilizzata nella caccia, sia in tana, per la quale la razza è stata selezionata, sia come ausiliare in superficie, ad esempio per lo scovo della lepre, la caccia al cinghiale e, non da ultimo, la ricerca di capi feriti e fuggiti che altrimenti andrebbero persi (traccia di sangue).
Data la sua conformazione allungata, il bassotto può essere soggetto a problemi ortopedici; è quindi fondamentale evitare che il cane ingrassi.
La varietà di bassotto a pelo lungo più conosciuta presenta un manto morbido e lungo, di colore marrone. Più rara è la variante con pelo lungo, liscio e nero lucido, talvolta caratterizzata da una macchia bianca, più o meno estesa, sul petto.
Il muso è allungato e termina con un tartufo a punta. Gli occhi, generalmente neri o marroni, variano leggermente di tonalità in base al colore della focatura (ossia delle macchie del pelo). Alcuni esemplari possono presentare una pupilla rossa.
Nonostante la sua costituzione fisica non particolarmente robusta, il bassotto è in grado di competere anche con cani di taglia ben superiore.

## Carattere
I bassotti adorano giocare e sono noti per la loro tendenza a inseguire piccoli animali, uccelli e palline da tennis con grande determinazione. Tuttavia sono spesso testardi, il che può renderne difficile l'addestramento. Per questo motivo necessitano di una corretta educazione per gestire la loro indole indipendente. 
Questa razza può mostrare talora aggressività verso gli estranei o altri cani. Nonostante ciò, dal punto di vista dell'intelligenza, il bassotto è classificato come un cane da lavoro di livello medio, con una capacità di eseguire i comandi appresi nel 50% dei casi. Coraggioso e determinato, non esita ad affrontare cani molto più grandi di lui, motivo per cui è importante farlo socializzare già da cucciolo. Se viziati, i bassotti possono diventare irrequieti e estremamente ostinati.
Essendo un cane da caccia, il bassotto è particolarmente energico e ha bisogno di muoversi regolarmente. Per questo il proprietario deve prestare attenzione alla sua attività fisica, evitando così l'insorgere di problemi comportamentali.
Il bassotto ha un latrato potente. Alcuni esemplari abbaiano molto e potrebbero necessitare di un addestramento specifico per limitare questa abitudine, mentre altri tendono a non abbaiare affatto. Sono cani noti per la forte devozione e lealtà nei confronti del proprietario, ma possono mostrarsi diffidenti con gli estranei. Se lasciati soli troppo a lungo, alcuni bassotti sviluppano ansia da separazione e possono masticare oggetti in casa per alleviare lo stress.
Secondo gli standard di razza dell'American Kennel Club:
"Il bassotto è intelligente, vivace e coraggioso fino alla temerarietà, perseverante nel lavoro sia sopra che sotto terra, con tutti i sensi ben sviluppati. Qualsiasi dimostrazione di timidezza è un grave difetto."
Il temperamento di questa razza rende il bassotto un cane non adatto a tutti. Un bassotto annoiato e non addestrato può diventare distruttivo. Ha bisogno di un proprietario attento e affettuoso, che comprenda la sua necessità di gioco ed esercizio.
I bassotti potrebbero non essere la scelta ideale per famiglie con bambini piccoli. Come per qualsiasi cane, è fondamentale una corretta introduzione in giovane età. Bassotti ben addestrati e bambini educati tendono ad andare d'accordo, ma in caso contrario il cane potrebbe reagire in modo aggressivo e mordere, specialmente se il bambino si muove bruscamente o lo infastidisce. Tuttavia, molti bassotti si mostrano estremamente leali e tolleranti nei confronti dei bambini della propria famiglia. È importante, però, che i più piccoli siano consapevoli della delicatezza della schiena di questa razza.
Uno studio condotto nel 2008 dall'Università della Pennsylvania, basato su interviste a 6.000 proprietari di cani, ha rilevato che le razze di piccola taglia hanno maggiori probabilità di essere geneticamente predisposte a comportamenti aggressivi. I bassotti sono stati classificati tra i più aggressivi, con il 20% degli esemplari che ha morso estranei, oltre a registrare alti tassi di attacchi verso altri cani e persino i loro stessi proprietari. Tuttavia, lo studio ha anche evidenziato che, a causa delle dimensioni ridotte del bassotto, i suoi attacchi raramente causano lesioni gravi e, per questo motivo, tali episodi potrebbero essere stati sottostimati.

## Curiosità
- Per la sua inconfondibile forma a würstel è il cane che ha ispirato il tipico hot dog, uno tra i più famosi panini da fast food.